# 漫威午夜之子
《漫威午夜之子》是一款由《文明系列》开发工作室Firaxis Games开发的漫威漫畫戰略角色扮演遊戲。本作于2022年12月2日登录Microsoft Windows、Xbox Series X/S和PlayStation 5平台，后于2023年5月11日登录PlayStation 4和Xbox One平台。

## 游戏玩法

### 可操控角色
本作游戏共有13位英雄，DLC追加4位。
- 幽靈刺客 (邁克·賈·懷特)
- 美國隊長 (布萊恩·布盧姆（英语：Brian Bloom）)
- 驚奇隊長 (埃里卡·林貝克（英语：Erica Lindbeck）)
- 死侍(諾蘭·諾斯)
- 奇異博士 (Rick Pasqualone)
- 惡靈戰警（英语：Ghost Rider (Robbie Reyes)） (Giancarlo Sabogal/达林·德·保罗（英语：Darin De Paul）)
- 浩克 (William Salyers/弗瑞德·塔塔薛瑞（英语：Fred Tatasciore）)
- 獵人 (Elizabeth Grullon / 馬修·默瑟)
- 鋼鐵人 (喬許·基頓（英语：Josh Keaton）)
- 秘客 (蘿拉·貝莉)
- 吸血鬼魔比斯 (Jake Green)
- 妮可·米諾魯 (麗瑞卡·岡野)
- 緋紅女巫 (艾米麗·奧布萊恩（英语：Emily O'Brien）)
- 蜘蛛人 (尤里·洛文塔爾)
- 暴風女 (Mara Junot)
- 毒液 (Jake Green / Darin De Paul)
- 金鋼狼 (史蒂夫·布魯姆)

## 开发
本作由曾制作《文明》和《XCOM》系列的Firaxis Games开发。

## 发行
2022年12月2日，2K Games和漫威娛樂宣布于Microsoft Windows、Xbox Series X/S和PlayStation 5平台推出《漫威午夜之子》，并预计日后将推出PlayStation 4、Xbox One和任天堂Switch版本。隔年5月3日，官方宣布于5月11日登录PlayStation 4和Xbox One平台并取消任天堂Switch版本。

## 评价
| 汇总媒体             | 得分   |
| -------------------- | ------ |
| Metacritic           | 83/100 |
| OpenCritic（推荐率） | 90%    |

本作于Metacritic上获得“普遍好评”的评价。

## 外部連結
- 官方网站